# Фащівка (Тернопільський район)

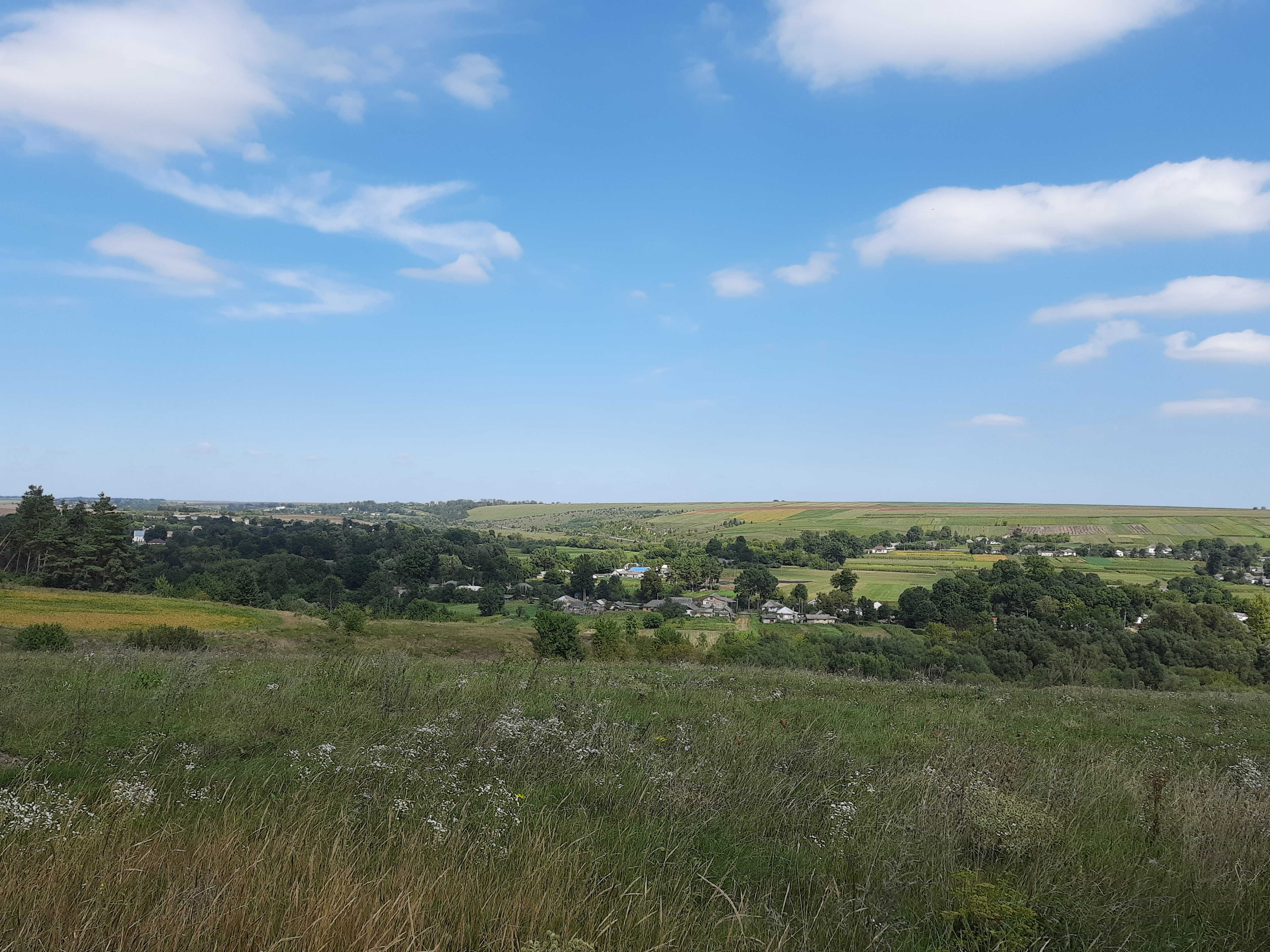
Панорама села з пагорбу.

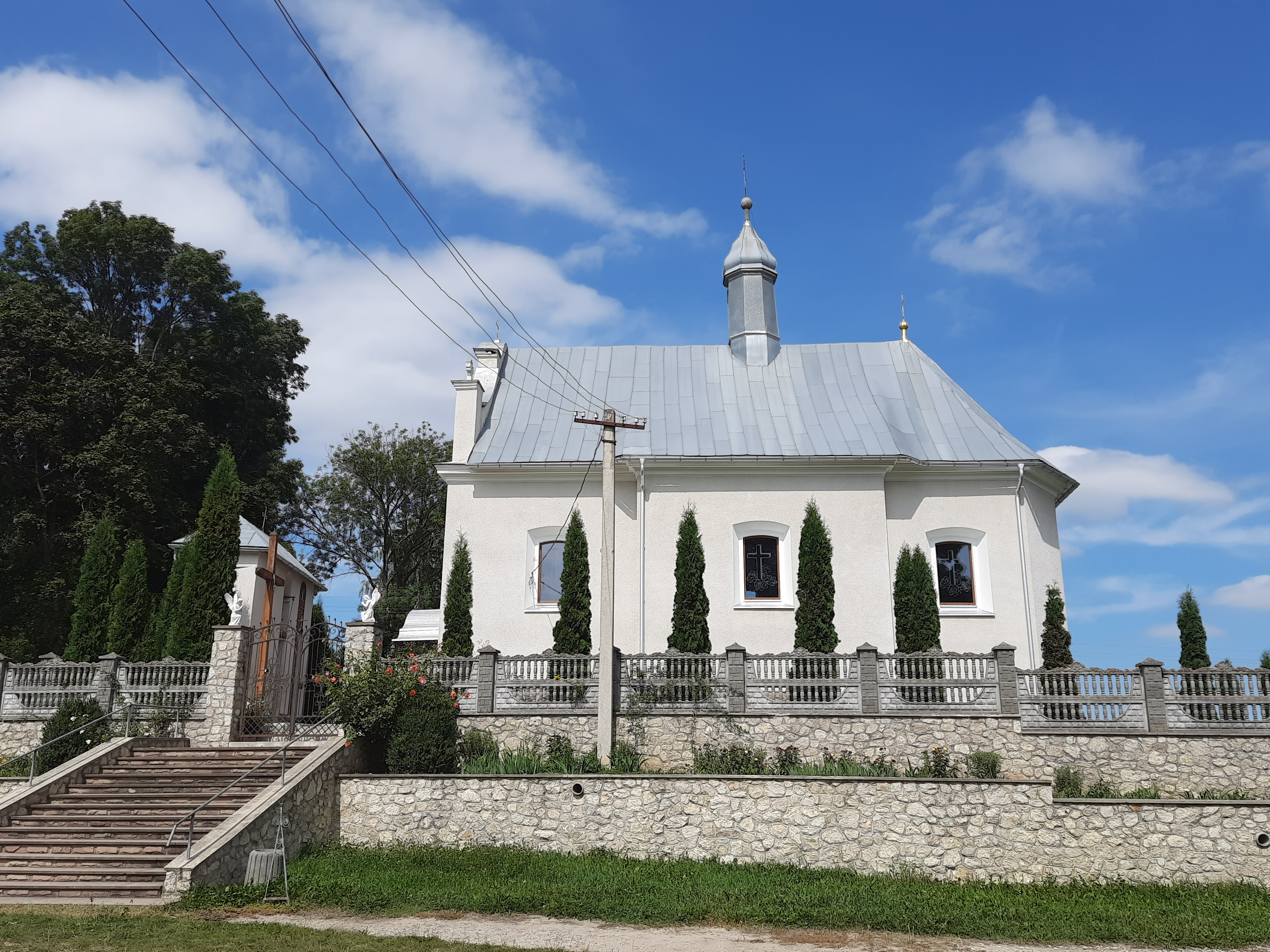
Церква Різдва Пресвятої Богородиці (1867)

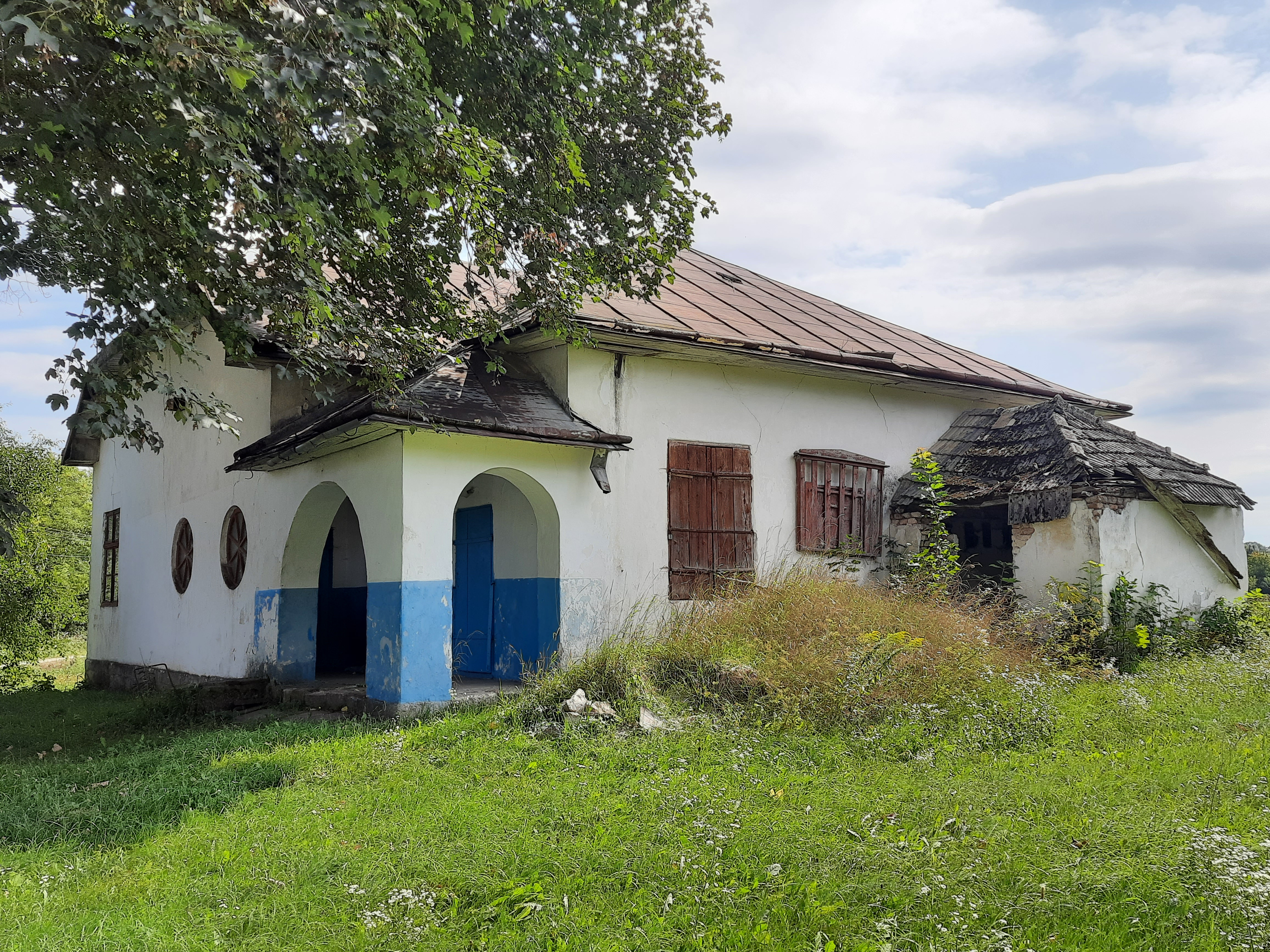
Колишній Будинок "Просвіти."

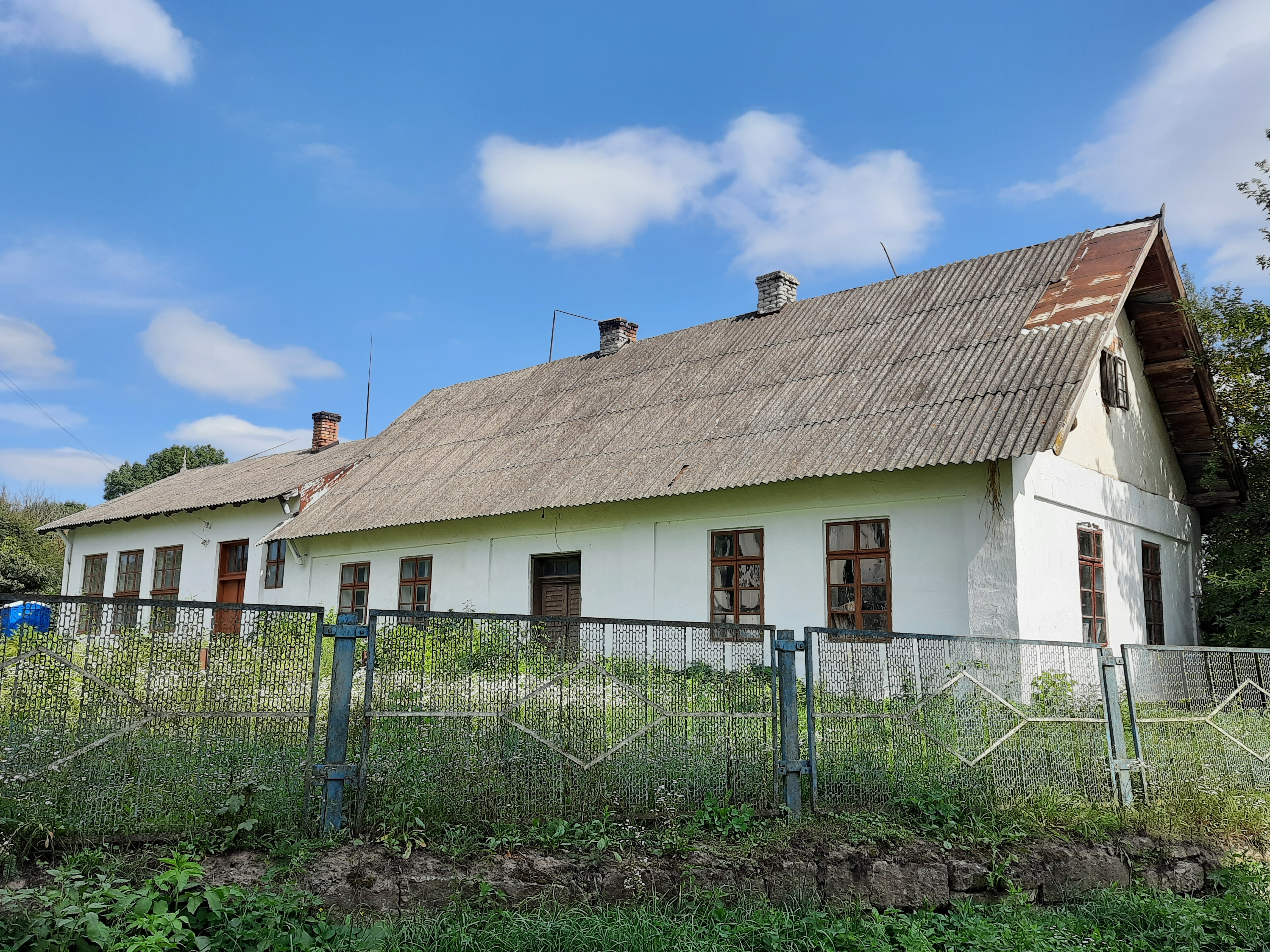
Колишня школа збудована ще за австрійських часів

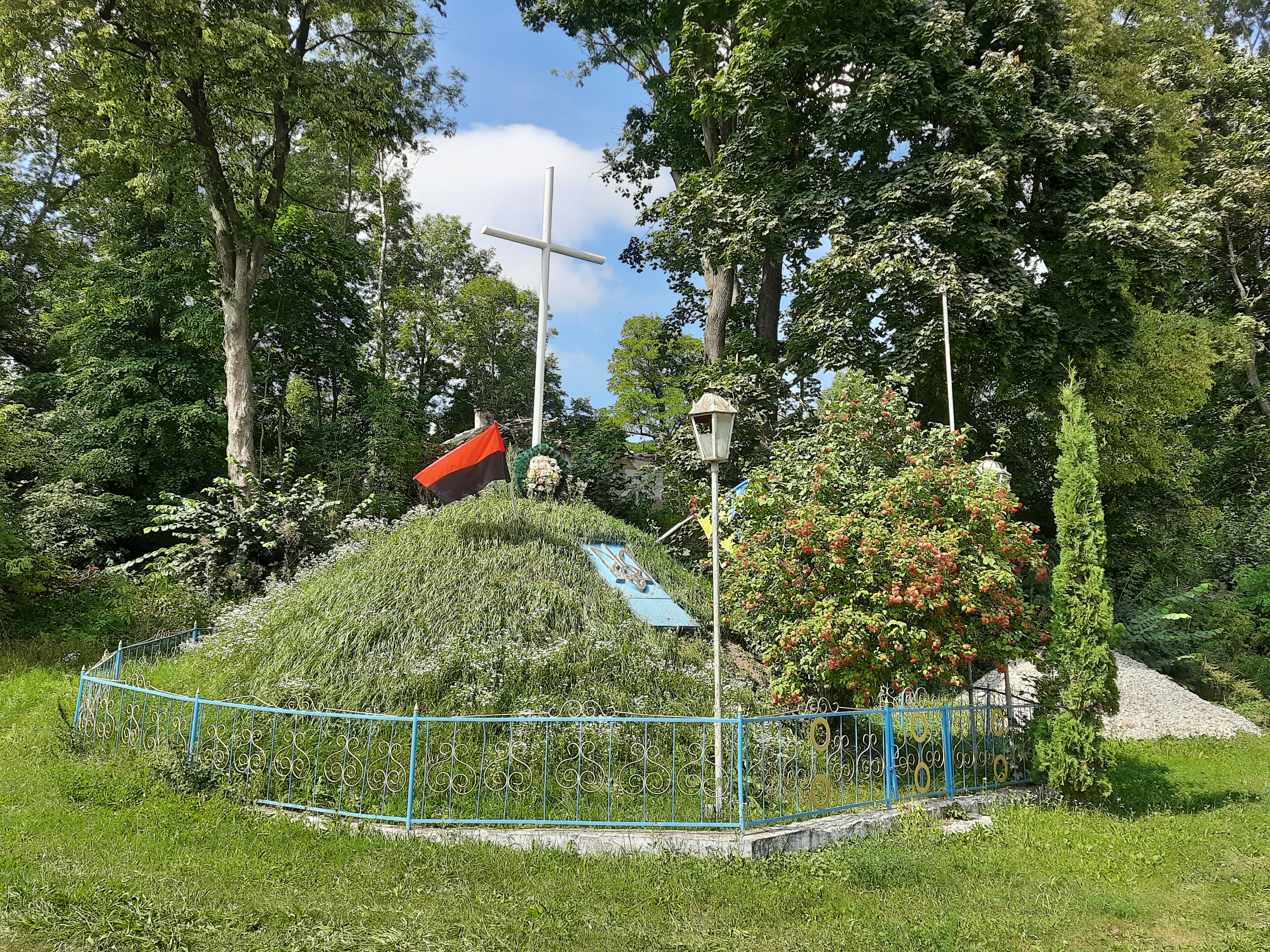
Символічна могила Борцям за волю України (1992)

Фа́щівка — село в Україні, у Підволочиській селищній громаді Тернопільського району Тернопільської області.  Розташоване за 22 км від адміністративного центру громади Підволочиськ. На серпень 2007 року в ньому постійно проживає 176 чоловік. Дворів на цей період нараховується 69. Раніше було підпорядковане Турівській сільській раді.
Від вересня 2015 року ввійшло у склад Підволочиської селищної громади.
Населення — 196 осіб (2007).

## Історія
Поблизу села виявлено археологічні пам'ятки ранньоскіфського періоду.
Перша писемна згадка — 1547.
Діяли «Просвіта» та інші товариства. Матеріали діяльності товариств та копії документів ви можете переглянути по цих посиланнях:
- ПРОСВІТА
- СОЮЗ УКРАЇНОК
- РІДНА ШКОЛА
- СІЛЬСЬКИЙ ГОСПОДАР

4 квітня 1945 близько 40 членів ОУН і вояків УПА загинули у штольнях гори Стінка (споруджено пам'ятник із переліком 23-х відомих імен).
До 1999 року в селі була тракторна бригада, ферма, люди мали роботу. Багато збудовано об'єктів в минулі роки хорошим господарником, керівником колгоспу ім. Лесі Українки (1984 — 1995 р) Гладчаком Михайлом Олексійовичем. Проте керівники які були після нього, не вміли або не могли ефективно працювати, в результаті чого виникли різні заборгованості, що стало причиною ліквідації тваринницької ферми, продажу техніки тракторної бригади, автопарку тощо. На сьогодні залишилися одні руїни.
У 2002 році частина жителів села віддала свої паї Гуті Івану Миколайовичу. Практично всі люди працездатного віку в наш час (2007 рік) залишились без роботи. У 2003 році за рахунок (виключно) коштів села була проведена газифікація (53 хати). Нині пустих хат нараховується 23.
Більш детально читати історію села Фащівки Ви можете на сайті села
ФАЩІВКА (короткі фрагменти історії села) ЧАСТИНА-1.
|  | Ніби затиснуте між двома пагорбами, витягнуте з заходу на схід крюком, розділене навпіл змійкою невеличкої річечки з назвою Вікнина, яка впадає в історичний Збруч, у видолинку серед буйної зелені - розкинулося село Фащівка |

.
  
|  | На півночі межує із селом Тарнорудою (Хмельницька обл.), на південному сході (за річкою Збруч) межує із селом Постолівкою (Хмельниччина), на півдні із селом Мала Лука (Гусятинський р-н.), на заході межує із селом Турівка (Тернопільщина). Село на межі трьох районів і двох областей. Воно ніби поділене на три частини: так звані Гребельки (західна частина села), які тягнуться від кінцевої хати до старого сільського млина. В цій частині колись були заставки (невеличкі греблі) в яких накопичувалася вода і потім розкручувала лопаті колеса млина. Центральна частина села - від сільського млина до церкви та школи (охопивши вулицю від Бернадин до Славка). Святівка (південна частина села)- охоплювала територію від будинку Оконської Ганни до піщаного кар'єру. Фактично колись вона називалась Сютівка (так як перші поселенці цієї частини були на прізвище Сюта). Здавен річка Вікнина ділила село на дві частини - так звану Гору і Долину. Вважалося, що люди Гори жили заможніше ніж Долини. Нерідко, між парубками цих частин села виникали суперечки і навіть бійки |

.
|  | Збруч. Майже два століття, ця річка була кордоном, який розділяв єдино правних братів. Були часи, коли навіть сама назва її вважалася крамольною. Так, коли після першого поділу Польщі Австрія захопила частину території Галичини та Західне Поділля, по Збручу пролягла східна межа її нових, щойно загарбаних володінь. Цісарські урядовці не поспішали вирушати з далекого Відня на Україну та й пойменували невідому для них річку по-своєму - Підгірці. Назва була внесена на карту імперії. Але в народі залишилась жити справжня назва — Збруч. Перерізавши медоборний кряж глибоким каньйоном, вирвавшись з тіснин, хвилястою темно-голубою стрічкою біжить-поспішає до Дністра |

.
Збруч… Він бере початок на Авратинській височині, витікаючи невеликим струмком з лісового болота. По всій своїй довжині Збруч є межею Тернопільської, Хмельницької областей. Довжина річки 244 кілометри, ширина в її нижній частині досягає 15 — 18 метрів.
З архіву.
"Село Фащівка у колишньому Скалатському повіті, розташована над р. Збруч, біля самого кордону Галичини і російського Поділля, на півночі від узгір'я Медобір (Див. Slownik geograficzny….Том.II, Варшава, 1881 р. стор.374). (виписка з Тернопільського державного Архіву).
У володінні поміщика Леона Бромірського (маєток стояв між обійстям Цимбал та теперішньою хатою Каптій, будинок Цимбала Йосифа — це була кухня) було 440 моргів землі, (тягнулося це «фільваркове» поле від будинку Башнянина Івана і до прогону), а у селянській власності — 975 австр. моргів землі.
Пізніше з цього маєтку (розпроданого за борги), були збудовані в селі такі хати як будинок Репки, Ленчука Михайла, Оконського Йосифа, Домка.
В селі за Польщі пан Льорбер Йось (хата його стояла між обійстям Заболотної Павліни та колишнім господарством Гончар), мав 100 га кращої землі, побудував в селі млин, пізніше вся родина: його брат Іцко, дочка Песя з чоловіком Сруль Бондером загинули в гетто, їх діти: Йось (Bonder Joseph), Юнка (Joan Bonder) виїхали в США. Трагедія цієї родини описана в Блозі (Фащівка. Інформаційний сайт села).
У Фащівці народився викладач і педагог Ігнатій Хмелевський (1788—1869).
Колись це село належало до великого Гримайлівського ключа, який охоплював 30 Подільських сіл і 3 містечка. Все це належало Синявським. Потім село перейшло у володіння пані Ржевуцької, яка продала маєток разом з містечком Тарнорудою, прикордонному комірнику Бромірському, який мав гарну бібліотеку, серед якої було багато книжок на новогрецькій мові.
Чисельність населення по роках: Населення — 689 чоловік (1881 рік). В селі була школа з одним вчителем, яка належала до шкільної ради в м. Тернополі.
На 10 грудня 1914 року населення 741 чол.
На 30 вересня 1921 (перший перепис) населення було 962 чол. (402 чол., 560 жін).
В 1924 році в селі проживало 808 чоловік, було 171 господарство, якому належало з присадибним господарством 900 моргів землі.
Під владою Польщі.
Зазнавши нищівної поразки у війні, в жовтні 1918 р. Австро-Угорська імперія почала розпадатися. Коли це стало остаточно зрозумілим то 18 жовтня 1918 року парламентарії, провідники політичних партій, церковні ієрархи Східної Галичини та Буковини утворили Українську Народну Раду (УНР), що мала діяти як представницький орган. Вони також оголосили про намір об'єднати всі західноукраїнські землі в одне ціле. Українське населення із захопленням вітало ці події. Євреї або визнавали суверенітет українців, або трималися нейтрально. Але, тільки оговтавшись від потрясіння, поляки перейшли до активного опору. Війна в основному точилася між українською більшістю та польською меншістю Східної Галичини. Швидка й ефективна мобілізація дала змогу українцям здобути велику чисельну перевагу і змусити поляків оборонятися. Проте, завдяки майстерному керівництву, ефективній тактиці та заповзятості в бою поляки відбивали в'ялі й позбавлені винахідливості атаки українського командування. Протягом березня, квітня, травня — війна переросла у сутичку між галицькими українцями та військами власне Польщі. Початком 1919 року, не змігши протистояти Польщі, яка отримала підкріплення з Заходу, наші війська (полки Української Галицької Армії, Січових Стрільців), відступали за Збруч. Окупація Галичини затягнулася на 20 років.
Однак, з огляду на міжнародну громадську думку, поляки неодноразово оголошували про готовність поважати права українців та інших меншостей у своїй державі. Фактично це зобов'язання було втілене в їхній конституції. Зрештою в 1923 р., після того як польський уряд знову запевнив західні держави в тому, що він надасть автономію Західній Галичині, дозволить користуватися в органах адміністрації поряд з польською й українською мовою та відкриє для українців університет, Рада послів визнала суверенітет Польщі над Східною Галичиною. Це рішення було для західних українців кроком назад, оскільки, на їхній погляд, воно залишало їх на милість їхнього найгіршого ворога.
Попри свою дискримінаційну політику Польща була державою, заснованою на конституційних засадах. Хоч вибори до її двопалатного парламенту часом ставали об'єктом маніпуляцій, у більшості випадків вони були відносно вільними. Навіть після 1926 р., коли маршал Юзеф Пілсудський учинив воєнний переворот, закони зберігали силу, хоч вони і часто тлумачились на користь польських державних інтересів. Узагалі польські закони надавали українцям можливість, хоч і обмежену, чинити опір чи принаймні протестувати проти державної політики. Це означало, що попри свій статус другосортних громадян українці в Польщі були в кращому політичному становищі, ніж їхні співвітчизники в СРСР.
Новоутворена польська держава містила найвищий відсоток національних меншостей в усій Європі. У 1921 р. близько третини її 27-мільйонного населення складали українці, євреї, білоруси, німці та інші не поляки. Українці були, без сумніву, найчисленнішою національною меншістю й налічували понад 5 млн, тобто майже 15 % мешканців країни. Відтак чисельна перевага польської більшості не була такою великою, щоб дозволити їм цілковито й систематично ігнорувати прагнення непольських народів.
Українці в Польщі складали дві окремі громади, й уряд робив усе можливе, щоб підкреслити відмінність між ними. Більшість українців проживала на колишніх габсбурзьких землях Східної Галичини, або Східної Малопольщі, як її називали. У 1920 р. цей регіон розділили на три воєводства: Львівське, Тернопільське й Станіславське. Понад 3 млн галицьких українців, що переважно належали до греко-католицької церкви, були національно свідомими й відносно добре організованими. Решта українців населяла Західну Волинь, Полісся та Холмщину — райони, що їх Польща відтяла у Росії. Вони налічували приблизно 2 млн і були в основному православними, до того ж політично, соціально-економічно й культурно нерозвиненими.
Претензії поляків на землі, населені західними українцями, ґрунтувалися на історичних аргументах. Наприкінці XVIII ст. ці землі входили до Польської Речі Посполитої, й поляки вважали, що вони мають бути частиною польської держави, котра виникла в 1919 р. Наявність на цих землях значних панівних польських меншостей підсилювало цю думку.
Діяльність товариств.
Як можна було сподіватися, шкільництво являло собою надзвичайно делікатне й важливе питання в українсько-польській конфронтації. Опріч забезпечення дітей освітою, українці бажали, щоб школи підносили національну свідомість і культуру корінного населення. Зі свого боку поляки сподівалися, що система шкільництва виховуватиме з неполяків відданих громадян Польської держави. Поляки розвивали освіту на початковому рівні, особливо в таких відсталих краях, як Волинь, Полісся та Холмщина.
Спробу задовольнити потребу українців у середніх освітніх закладах зробило товариство «Рідна школа», що до 1938 р. заснувало близько 40 гімназій, ліцеїв та професійно-технічних шкіл.
Ці роки були для селян періодом відновлення громадських патріотичних організацій в Галичині, а тому в селі створювались кружки, товариства, читальні.
10 травня 1924 року в Фащівці починає діяти кружок «Союзу Українок».
Головою кружка обирають Михалєвич Теклю, члени кружка: Яворська Ганна, Задорожна Текля, Гаврилишин Ганна, Гаврилишин Марія, Оконська Ганна, Боднар Ганна, Славко Ганна, Кирилів Ганна, Козій Ксеня, Небесна Євгенія, Оконська Мілена, Заболотна Юстина, Ґулик Євдокія, Геб Марія, Козачишин Франка, Любич Ганна, Яворська Павліна, Сюта Марія, Хома Марія, Пантелеймонович Ганна. Кружок діяв до 24 квітня 1937 року.
22 січня 1925 року, створено Читальню «Просвіти», в яку входять Оконський Михайло, Гаврилишин Михайло, Копач Петро — які є засновниками Читальні; члени товариства: Гаврилишин Микола, Гук Йосиф, Козій Михайло, Бурак Павло, Гаврилишин Дмитро, Бурак Яків, Заболотний Яким, Махобей Павло. До них пізніше долучаються Пантелеймонович Олександр, Пантелеймонович Теодор, Задорожний Павло, Безпалько Теодор, Красуцкий Іван, Федишин Іван, Муц Михайло, Міняйло Микола, Міняйло Григорій, Міняйло Михайло, Заболотний Іван, Кирилів Данило, Кирилів Йосиф, Кирилів Іван, Козій Теодор, Козій Йосиф, Боднар Стефан, Геб Микола, Головка Микола, Головка Йосиф, Голубенний Василь, Ганчар Михайло, Вилущак Микола, Вилущак Максим, Оконський Іван, Оконський Стефан, Магеровський Михайло, Славко Микола, Пирилубчак Іван, Яворський Михайло. Зібрання відбуваються в домі Красуцкого Івана, Марії Сюти, в будинку Читальні. Зазначу, що стара читальня збудована ще за австрійських часів знаходилася на місці висипаної могили. При ній була кімната-льох для тимчасового ув'язнення людей які провинилися. У 1935 році побудовану нову українську читальню. Бляху на покрівлю читальні подарував Задорожний Павло (трагічна його доля: під час мобілізації коли вже фронт посунувся на захід, він перший прийшов на збір. Та енкаведист з йому відомих причин (чоловік був провідником ОУН) відізвав його з шеренги, посадили на підводу і повезли в невідомому напрямку. Подальша доля його невідома). В цих роках було збудовано і польську читальню (де тепер сільський клуб). Під кінець війни, там збирались «стрибки».
21 травня 1929 року реєструється устав гуртка «Кружок Хлібороба», який існує до 22 листопада 1938 року.
20 червня 1929 року засновується кружок товариства «Сільський господар» в який входять: Олександр Пантелеймонович, Йосиф Гук, Іван Небесний, Дмитро Гаврилишин, Павло Задорожний, Григорій Гаврилишин, Йосиф Козій, Яків Федишин, Григорій Федишин, Михайло Ленчук, Йосиф Оконський, Іван Федишин, Павло Махобей, Олександр Гуцалюк, Прокіп Міняйло, Даниїл Кирилів — перші члени кружка. Пізніше туди входять: Оконський Михайло, Бурак Павло, Славко Микола, Головка Йосиф, Небесний Іван, Боднар Стефан, Яворський Михайло, Оконський Іван, Муц Михайло та інші. Зібрання відбувалися в будинку читальні «Просвіта», будинку Красуцкого Івана, Оконського Михайла, (переглянути сторінки можна в розділі «Фотоальбоми»).
В 1932 році створений кружок «Рідної школи ім. Богдана Хмельницького», засновником якого був Федишин Іван. Діючий уряд намагався заборонити створенню цього товариства, про що видно з поданих характеристик на членів гуртка та документів до Повітового Староства в м. Скалат (Starostwo Powiatowe) від організатора Івана Федишина.
Так на 1 січня 1930 року існувала бібліотека товариства «Просвіта» і кооперат «Згода». При читальні для членів товариства безплатно книг 250 українською мовою.
На 1 травня 1930 року існувала бібліотека товариства «Народної школи», заснована в 1924 році. При читальні для членів товариства було 140 книг польською мовою, нараховувалося 24 читачі.
Зі свого боку, жителі села польської національності створюють 4.05.1929 «Кулко рольниче», яке існує до 22.11.1938 року. 30 квітня 1935 року започатковується «Товариство школи людової» (Kierownictwa oddzialu pod nazwa Czytelnia T.S.L. w Faszczowce do rak P. Jana Muzyki. Prezes — Jan Muzyka lat 43 rolnik BBWR, Zastepca — Michal Gabryelow lat 38 rolnik BBWR, Sekretarz — Michal Storun lat 34 BBWR, Skarbnik Tomasz Stasyszyn lat 35 polnik BBWR. Factycznie istnieje od r. 1933. Stow. liczy 26 szlonkow).
14 травня 1935 року створюється «Towarzystwo ocotniczej strazy pozarnej» w Faszczowce.
В 1934/35 роках в селі була школа з 2-х класів в якій навчалося 110 дітей (Терноп. Держархів-Ф. 52 оп.1 ед. 62 л.117). В ці роки і була добудована ліва частина школи, коли зросла кількість учнів.
Восени 1940 року в селі сталася велика пожежа. Малою дитиною Кухарська Зеня розпалила вогонь з відходів конопель. Хата стояла між теперішнім подвір'ям Безпалько та Гаврилишин Броніслави. Хати в селі майже всі були покриті соломою. Загорілася стодола, хата. Від пориву вітру почала горіти стодола Оконського Стефана, вогонь перекинувся на хату Старунь (де тепер медпункт села). Від високого перепаду температур повітря, здійнявся сильний вітер, так що пучки соломи потрапили на хату Музики Яна, від нього пожежа перекинулася на обійстя Задорожного, Міняйла. Пожежа закінчилася спопеливши дах будинку Бичок Марії (навпроти Муца Ярослава).
Окупація.
Та сталося так, що 1 вересня 1939 р. німці ввійшли в Польщу, а вже 17 вересня Радянські війська перейшли річку Збруч.
Дані з Тернопільського державного архіву: «Село окуповане німцями 1 липня 1941 року і звільнене Радянськими військами 4 березня 1944 року».
Найтрагічніший період в історії села. Після приходу німців, із своїх людей була створена українська поліція, керована німцями. Можливо не чекали таких наслідків своєї співпраці з німцями наші люди, чи обставини так склалися, та маємо те, що маємо. З вини цих людей, німцями були арештовані Оконський Гнат та Козій Теодор, які були вивезені із села і деякий час їх утримували в камерах тюрми у Тернополі, та подальша доля їх невідома. Здогадуються що їх розстріляли в Янівськім лісі коло села Підгороднє.
Вже на кінець 43-го — поч. 44- го року німецька адміністрація втратила вплив. По селах району влада перейшла до комітетів самооборони та УПА чисельність яких поповнювалась, діяла підпільна система, відновили роботу зв'язкові, районові та крайові провідники. Пофамільно, ніхто їх не знав, та накази виконувались бездоганно. Уже літом 1944 року було оголошено мобілізацію резервістів у армію. Забирались чоловіки яким виповнилось 18 років, і до 45-ти. Частина чоловіків села, боячись мобілізації заховалися в глибоких штольнях піщаного кар'єру «Стінка». Гадали так: «війна добігає свого кінця, піти — невідомо чи повернешся, пересидимо якийсь час, москаль не надовго, а там якось буде». Та не так все сталося. Про події тих років писати важко. НКВД, УПА та нерівна боротьба між ними, яка забирала молоді життя. Все перемішалось у цій бійні. Втягнуті у цей поєдинок і неповнолітні. Постійні облави на село гарнізонців, які жорстоко розправлялися із симпатиками УПА. Як пишеться в книжці п. Косика та п. Корейка «Турівка (коротка історія села)», «..були люди, що зраджували повстанців і повстанці з такими розправлялись. Бували випадки, коли страждала невинна особа, бо слідства вести тоді було не можливо і енкаведисти і кадебісти засилали багато провокаторів, які чинили всякі звірства під видом вояків УПА. Були також такі, які маскувалися під видом повстанців і творили недостойні речі» (кінець цитати).
Фащівські трагедії 1945 року
Стінка. (таку назву має невеликий піщаний кар'єр у Фащівці).
Загинули там мирні жителі, які заховалися від мобілізації на фронт. Людей забрали на вишкіл у Білу Церкву, там взнали, що будуть везти через станцію Підволочиськ. На станції втекли. Добиралися додому по різному. Дехто перебрався в жіночу одежу, яку привезли жінки із села. Заховалися в штольнях Стінки. Люди далекі від політики. Була там і зв'язкова (були і повстанці). Тоді один з жителів М.Луки, (прізв. Петлюра), повідомив енкаведистів про цих людей. Раптово приїхав гарнізон і оточив штольню. (Ці штольні створені внаслідок видобутку піску, входів було три, які глибоко-далеко були поєднані спільним коридором, були й інші розгалуження ходів). До місця зігнали людей із села. Один за одним посилали до входу в криївку селян, щоб переконували переховувачів вийти та здатися, запевняючи що їм нічого не буде. Коли одна жінка (прізвище Квасниця) пішла до входу в криївку, звідти хтось вистрілив. Жінка була поранена в живіт і невдовзі померла. В ногу був поранений і інший чоловік, якого послали до входу — Ставничий, посилали і інших людей, (за розповіддю одного з них в якийсь момент там всередині сталася стрілянина) та все безрезультатно. Тоді гарнізонці накидали снопів соломи біля самого входу в криївку і запалили її, вважаючи що дим заповнить ходи штолень. Та це не допомогло. (Скажу, що вхід був зроблений таким чином, що не було прямої видимості із штольні на зовні). На другий день енкаведисти привезли вибухівку. Перша вибухнула не сильно, заклали другу, потужнішу. Вибух був такої сили, що повилітали шибки в хатах, які були близько розташовані. Земля ще кілька секунд після вибуху здригалася. Через кілька годин, коли все стихло енкаведисти поїхали. Вночі родичі тих що були в штольні-криївці вийшли з лопатами відкопувати засипаних. Та із сусіднього села Постолівки, почали просвічувати прожекторами по горі та стріляти, і люди призупинили розкопки. Стоїть могила на горі Стінки, з викарбуваними прізвищами, засипаних глибоко в штольнях селян. 23 фащівлян притиснутих важкими кам'яними брилами, так і залишились там, навіки.
Спогади
Про трагічну смерть сім'ї Гесь (1 чи то 2 лютого 1945 року на польський gromnice), написав невідомий дописувач. Чомусь не назвався, отже вважати достовірними їх не варто. Подаю цю історію з деякими змінами: Історія 1.
«1945 рік, лютий. Морозна місячна ніч, напередодні випав сніг. Сани запряжені кіньми повільно рухалися по дорозі в сторону містка. На санях сиділо 2 — 3 чоловіки, а один йшов збоку саней. Його фащівляни знали — Юхим. Шапка настовбурчена вверх (не заламана, як носили інші). Коні зупинилися коло Гесьової хати. А на ранок, все було скінчено. Троє трупів (скоріше — четверо), всі пострілами. Сліпий Міхал лежав на софі, зразу склавши руки на грудях, ніби чекав смерті. Двоє старих, яким було під вісімдесят років, старий (Гесь Одинізій (Онисько)) ще хотів щось сказати, та куля попала прямо в рот, так і зсунувся на коліна схилившись до скрині. Його жінка (Марія) лежала (вже й не згадаю з розповіді), чи то на ліжку, чи на долівці. Була ще окремо закривавлена подушка, плямка крові не мала відношення до тих трупів, які вже лежали. Це була кров дитини (років чотирьох), самої дитини в хаті не було. Кров по снігу покапана в сторону вашої річки». (Про яку річку йдеться Вікнину чи про Збруч? Невідомо. admin).
Історія 2.
У Куцої Павліни залишилась одна дитина — Матусь. Четверо дітей за один рік забрав страшний тиф. Але прийшли вночі, перебравшись і підмалювавшись, наставили карабін на останню дитину і забрали із скрині все. Потім, на їх жінках впізнали забрані хустки. Вони не проливали крові на війні проти німців, не воювали проти НКВД, а вбивали, обкрадали і тримали в страху своїх людей. Та чи маємо право МИ їх судити?
Історія 3.
(З розповіді очевидиці). " Був лютий 1945 року. Новаківська Ксеня була майстриня по шиттю. Навчала шити і інших. «- Ти, Ганю прийди завтра раненько, та й при лампі (електрики тоді не було) дошиємо цю сукню тобі на Великдень». «Польський громніц», дуже місячна ніч, мороз. Ганя пробудилась, здалося що світає, скоренько одягнулась і побігла до Новаківських. Ксеня жила разом з мамою Марією. Коли прибігла до обійстя, зрозуміла що тільки середина ночі, це від повного місяця їй здалося що світає. Але чому відкриті вхідні двері, надворі ж зима? Зайшла до сіней і оторопіла. Через відкриті двері до хати у світлі місяця побачила страшну картину. Все перекинене, кругом по хаті пір'я, перина на підлозі і з-під неї виднілись чиїсь ноги. Не пам'ятає, як вийшла з хати, ноги підкошувались, йшла по стежці і неподалік побачила ще один труп. Чорне волосся розсипане на снігу. Зрозуміла що це — Марія (значить у хаті була Ксеня — її дочка). Як дійшла додому, не пам'ятає. Зі смертю розминулася якусь годину.""
Як стверджують старожили Новаківські були подвійними агентами, які працювали і на НКВД, і на УПА. Можна припустити що їх вбили бійці УПА, хоча могло і НКВД імітуючи "почерк"  повстанців.
Історія 4.
«Ми йшли на Різдво до Луки берегами, Козій, Любичі, Голубенна та інші, десь чоловік з десять. Там мала бути відправа в церкві. На горі побачили „дєхтяря“ (кулеметника). Сидів, нас не чіпав і не
зупиняв. Коли прийшли до Луки, побачили багато солдатів і при дорозі вбитого хлопця. То був Голубенний Зенько, ми його впізнали зразу. Всіх почали допитувати, чи хто знає хто це такий. Ніхто не признавався. Була там і його сестра Славця. Чого їй вартувало стримати сльози і страх, щоб не признатися, що це рідний брат, бо невідомо яка б доля і її чекала. Відправи того дня в церкві вже не було (Різдво 1945 р.-прим адмін.)
Потім мали проблеми з поверненням додому. Нас не перепускали. Викликали голову лучанської сільської ради і той підтвердив, що нас знає, і що ми з Фащівки. Тоді нам дали якогось провідника, який нас провів до початку села. Могили на цвинтарі Голубенного Зенька не має. Невідомо куди забрали труп.
Може хто знає з мешканців М.Луки?»
Історія 5.
Історія Зелених свят 1945 року
Страшна трагедія розігралася в понеділок на другий день Зелених свят 45 року. Цього року вони випали пізно, на 24 червня. 25 червня в село прибуло багато повстанців (близько 40 чол.), які до того після рейду відпочивали у кокошинецькому лісі (купалися, забавлялися). У Фащівці їх чекали по криївках з десяток хлопців, які прибули сюди напередодні. Фащівка рахувалася «своїм» селом, в ній не було затятих «стрибків» (истребительный гарнизон — прим. админа). Та хтось повідомив командування НКВД і направили до Фащівки гарнізони з Скалата, Підволочиська, а по тому боці Збруча — сатанівський гарнізон. Чисельність солдат значно переважала чисельність повстанців. Бій розпочався вище подвір'я Махобея, між хатами Голубенної Ганни та Кендифорської (тепер невелика галявина). Під час перестрілки один з повстанців Мирослав Андрушків (псевдо «Чорний») дібрався (був вже поранений в ногу) до хати Муца Михайла і почав відстрілюватись. Хату підпалили, в ній повстанець і згорів. З другої кімнати через вікно вискочив і побіг в сторону річки і сам господар хати — Михайло. Розумів, що можуть звинуватити за надання прихистку повстанцеві, тому почав тікати. Кулеметна черга наздогнала його. В цьому бою загинуло більше 22 повстанців. Другий день Зелених свят, стоїть спека. Трупи позвозили коло Небесного Миколи, поскладали рядком від Славкового садку, більше 22-х чол. для «опознания»(впізнання) (сьогодні це місце за трансформаторною підстанцією коло Ставничої Марії). Відчувався трупний сморід. Рій мух сідав на вбиті тіла. Гарнізонці привели кількох чоловік, щоб упізнавали вбитих. Один відмовився називати прізвища (а може не знав) і його почали бити кілками, та так, що впав. Коли відпустили, то хитаючись спромігся дійти до містка через Вікнину, і на мості впав. Кажуть, був він ніби із села Оріховець, бо здається звідти за ним і приїхали родичі, щоб забрати.
Інші хлопці щось розповідали гарнізонцям, їх не били.
У вівторок (чи можливо середу) на фащівський цвинтар зігнали молодих хлопців із села, і ті викопали величезну яму. Тіла везли двома возами по дорозі між Славком і Новаківською, в сторону до Поперечного. Козій Яків та Славко Данило почали складати трупи вбитих рядами у викопану яму, та один з енкаведистів зверещав, що нема чого панькатися з бандитами. Їх поскидали вже як-небудь.
Могила на сільському цвинтарі з викарбуваними прізвищами: Муц, Голубенний, Домінів — є і могилою для тих 22-х молодих життів трагічно обірваних в такий величний день Зелених свят 45-го.
```
Історія очевидця тих подій. В перші роки незалежності на могилі похованих повстанців відбувались відправи. Був чоловік нетутешній. Він був учасником тих подій. Від місця де була стрілянина, ще з одним колегою він пробрався до р. Збруч, планували перейти на другий бік річки. Його поранили в Фащівці, Поперечна Марія перев'язувала йому рани (був поранений) і його зразу схопили. Його товаришу вдалося переплисти Збруч та постолівські жінки (і чоловіки напевно), які сапали буряки вловили і здали солдатам. Обидва відсиділи довгі терміни ув'язнення. Уже приїхавши на могилу повстанців в роки незалежності до Фащівки, зайшов до жінки, яка робила йому перев'язку і поцілував руки. Був також випадок того дня, коли в одній хаті зустрілися повстанець з гарнізонцем. Стволи були направлені один на одного, та вистачило розуміння в обох не стріляти. Так і розійшлися.
```

Історія 6.
Був вівторок 9 січня 1945 року. Ковалів Степан (жили недалеко фащівського млина) запросив до себе на іменини друзів (третій день Різдва — Степана). Веселилися, співали, жартували, згадували події війни і щасливе повернення з неї. Була там і Зеня Бичок із своїм хлопцем (був він з повстанців). Михайло Махобей під музику скрипки іменинника запросив дівчину до танцю, і не втримавшись на ногах впав. Нічого дивного, коли одна нога — протез (з фронту прийшов інвалідом). Танець не вийшов. Хтось тихо засміявся з присутніх, подумав що з нього. Клубок підкотився до горла, злість, підвівся вихопив скрипку з рук і розбив її. Всім стало якось незручно, почали розходитися по домах. Зеня з хлопцем пішли також. Жили вони зразу за Ковальовим Дмитром. Можливо на них вже чекала засідка, можливо солдати під"їхали пізніше (вже немає кого запитати), але це не була випадковість, хтось повідомив . В селі знали про симпатії цієї сім'ї до повстанців та зв'язок з ними. Хлопець-повстанець побачивши солдатів почав відстрілюватись, та його таки вбили. Когось і він поранив з гарнізонців. Солдати всю лють зігнали на нещасній дівчині і її сім"ї. Спочатку підпалили солом'яний дах хати і господарські будівлі, тоді зв'язавши руки дівчині, кинули у палаюче полум'я. Те саме зробили і з батьками Зені — Кирилом і Ганною. Страшний, нелюдський крик від болю рознісся гребельками. Того вечора було вбито і випадкових свідків, які підійшли ближче подивитися на те, що там робилося. Солдати відкрили вогонь і по них. Було застрелено маму Максима Велущака, і Бунду. Наступного дня поприходило кілька чоловік із села на згарище. Хтось впізнав Зеню, вірніше обвуглений труп дівчини і затиснутий у руці вирваний в агонії клапоть матерії з плаща.
(Реконструкцію цих подій вдалося відтворити завдяки розповідям очевидців).
12 червня 2020 року, відповідно до розпорядження Кабінету Міністрів України  № 724-р «Про визначення адміністративних центрів та затвердження територій територіальних громад Тернопільської області», увійшло до складу Підволочиської селищної громади.
19 липня 2020 року, в результаті адміністративно-територіальної реформи та ліквідації Підволочиського району, село увійшло до складу новоствореного Тернопільського району.

## Пам'ятки
Є Церква Різдва Пресвятої Богородиці (світлина (1867, кам., у 2007 році побудований новий мур біля церкви).
На сільському цвинтарі знаходиться могила 22 воякам УПА, які загинули на другий день Зелених свят 1945 року, встановлено пам'ятний хрест на честь Незалежності України, насипано символічну могилу УСС (1991).
Подивитися фотографії, фото-панорами та відеофрагменти про село, можна на сайті Фащівки

## Соціальна сфера
У 1852 р. засновано першу школу. Наприкінці 19 ст. діяла однокласна школа. Діяли філії товариств “Просвіта”, “Сільський господар”, “Союз Українок”, “Рідна школа”, а також хор і кооператив. 1934 р. у двокласній школі навчалося 110 учнів. Після пожежі, німецько-радянської війни запрацювала ЗОШ 1 ступенів, клуб, бібліотека, фельдшерський пункт, торгові заклади. 